# Helenactyna crucifera
Helenactyna crucifera är en spindelart som först beskrevs av O. Pickard-Cambridge 1873.  Helenactyna crucifera ingår i släktet Helenactyna och familjen kardarspindlar. Inga underarter finns listade i Catalogue of Life.